# Roumengoux
Roumengoux är en kommun i departementet Ariège i regionen Occitanien i södra Frankrike. Kommunen ligger  i kantonen Mirepoix som ligger i arrondissementet Pamiers. År 2022 hade Roumengoux 169 invånare.

## Befolkningsutveckling
Antalet invånare i kommunen Roumengoux
Referens: INSEE